# Rozčarování
Rozčarování (v anglickém originále Disenchantment) je americký animovaný sitcom pro dospělé, vytvořený Mattem Groeningem. Seriál je Groeningovou první produkcí pro Netflix; předtím vytvořil seriály Simpsonovi a Futurama pro společnost 20th Century Fox Television (od roku 2020 20th Television).
Prvních deset epizod bylo na Netflixu zveřejněno 17. srpna 2018. Zbývajících 10 dílů první řady vyšlo 20. září 2019. V říjnu 2018 přišla druhá řada a třetí řada vyšla v lednu 2021.
Seriál sleduje příběh Bean, princezny alkoholičky z fiktivního středověkého království Dreamland, jejího „osobního démona“ Luciho a jejího elfího společníka Elfa. Podle Matta Groeninga je seriál „o životě a smrti, o lásce a sexu a o tom, jak se smát ve světě plném utrpení a idiotů i přes to, co vám staří čarodějové a další pitomci říkají“.

## Obsazení

### Hlavní postavy
- Abbi Jacobson jako princezna Tiabeanie "Bean"[1]
- Eric Andre jako Luci, Beanin osobní démon[1]
  - Andre také dabuje postavu Pendergast,[7] vůdce strážců krále Zøga
- Nat Faxon jako Elfo[1]
- John DiMaggio jako král Zøg, Beanin otec[1]
- Tress MacNeilleová jako královna Oona, Zøgova druhá manželka a Beanina macecha[1]
  - Princ Derek, Zøgův a Oonin syn a Beanin nevlastní bratr[7]
  - Víla, lesní prostitutka[7]
- Matt Berry jako princ Merkimer[1]
- David Herman jako Posel[1]
  - Guysbert, Merkimerův bratr
  - Jerry[7], který žije s Enchantress a Cloydem
- Sharon Horgan jako královna Dagmar, Beanina biologická matka
- Maurice LaMarche jako Odval, premiér Dreamlandu[1]
- Lucy Montgomery jako Bunty[1]
  - Montgomery také dabuje Enchantress,[1][7] tajemnou ženu, která poslala Luciho Beaně jako svatební dar
- Billy West jako Sorcerio, Zøgův osobní alchymista a čaroděj[1]
  - Šašek, nejznámější pro jeho hlášku "Ach ne!"
  - Mertz, jeden ze strážců Dreamlandu
  - Elf Pops, Elfoův otec

### Vedlejší postavy
- Jeny Batten jako elfka Kissy[1][7]
  - Obryně Tess, Elfova falešná přítelkyně
- Rich Fulcher jako Cloyd[1]
  - Turbish, jeden ze strážců Dreamlandu
- Noel Fielding jako kat Stan[1][7]

## Seznam dílů

### První řada (2018–2019)

#### První část (2018)
| Č. v seriálu | Č. v řadě | Původní název                                  | Český název                                 | Režie             | Scénář                         | Premiéra na Netflixu |
| ------------ | --------- | ---------------------------------------------- | ------------------------------------------- | ----------------- | ------------------------------ | -------------------- |
| 1            | 1         | A Princess, an Elf and a Demon Walk into a Bar | Hádají se princezna, elf a démon            | Dwayne Carey-Hill | Matt Groening a Josh Weinstein | 17. srpna 2018       |
| 2            | 2         | For Whom the Pig Oinks                         | Komu chrochtá pašík                         | Frank Marino      | David X. Cohen                 | 17. srpna 2018       |
| 3            | 3         | The Princess of Darkness                       | Temná princezna                             | Wes Archer        | Rich Fulcher                   | 17. srpna 2018       |
| 4            | 4         | Castle Party Massacre                          | Hradní masakr vikingskou sekerou            | David D. Au       | Jeff Rowe                      | 17. srpna 2018       |
| 5            | 5         | Faster, Princess! Kill! Kill!                  | Rychleji, princezno, jednu hlavu za druhou! | Ira Sherak        | Reid Harrison                  | 17. srpna 2018       |
| 6            | 6         | Swamp and Circumstance                         | Okázalá bažina                              | Albert Calleros   | Eric Horsted                   | 17. srpna 2018       |
| 7            | 7         | Love's Tender Rampage                          | Něžné běsnění lásky                         | Peter Avanzino    | Jeny Batten a M. Dickson       | 17. srpna 2018       |
| 8            | 8         | The Limits of Immortality                      | Hranice nesmrtelnosti                       | Brian Sheesley    | Patric Verrone                 | 17. srpna 2018       |
| 9            | 9         | To Thine Own Elf Be True                       | Sám sobě věrný                              | Frank Marino      | Shion Takeuchi                 | 17. srpna 2018       |
| 10           | 10        | Dreamland Falls                                | Pád říše                                    | Wes Archer        | Bill Oakley                    | 17. srpna 2018       |

#### Druhá část (2019)
| Č. v seriálu | Č. v řadě | Původní název                | Český název            | Režie                    | Scénář                             | Premiéra na Netflixu |
| ------------ | --------- | ---------------------------- | ---------------------- | ------------------------ | ---------------------------------- | -------------------- |
| 11           | 11        | The Disenchantress           | Rozčarodějka           | Albert Calleros          | Shion Takeuchi                     | 20. září 2019        |
| 12           | 12        | Stairway to Hell             | Schody do pekla        | Dwayne Carey-Hill        | David X. Cohen                     | 20. září 2019        |
| 13           | 13        | The Very Thing               | Ta věc                 | Frank Marino             | Andrew Burrell                     | 20. září 2019        |
| 14           | 14        | The Lonely Heart Is a Hunter | Srdce je osamělý lovec | David D. Au              | Ben Ward                           | 20. září 2019        |
| 15           | 15        | Our Bodies, Our Elves        | Naše těla, naši elfové | Wes Archer               | Adam Briggs                        | 20. září 2019        |
| 16           | 16        | The Dreamland Job            | Práce snů              | Ira Sherak               | Jeny Batten & M. Dickson           | 20. září 2019        |
| 17           | 17        | Love's Slimy Embrace         | Slizké objetí lásky    | David D. Au & Ira Sherak | Eric Horsted                       | 20. září 2019        |
| 18           | 18        | In Her Own Write             | Ve vlastním psaní      | Ira Sherak               | Bill Oakley                        | 20. září 2019        |
| 19           | 19        | The Electric Princess        | Elektrická princezna   | Edmund Fong              | Jamie Angell                       | 20. září 2019        |
| 20           | 20        | Tiabeanie Falls              | Pád Tiabeanie          | Peter Avanzino           | Patric M. Verrone & Josh Weinstein | 20. září 2019        |

### Druhá řada (2021–2022)

#### První část (2021)
| Č. v seriálu | Č. v řadě | Původní název               | Český název               | Režie                               | Scénář                            | Premiéra na Netflixu |
| ------------ | --------- | --------------------------- | ------------------------- | ----------------------------------- | --------------------------------- | -------------------- |
| 21           | 1         | Subterranean Homesick Blues | Podzemní stesk po domově  | Brian Sheesley                      | Ken Keeler a Patric M. Verrone    | 15. ledna 2021       |
| 22           | 2         | You're the Bean             | Ty jsi Bean               | Edmund Fong                         | Jameel Saleem                     | 15. ledna 2021       |
| 23           | 3         | Beanie Get Your Gun         | Popadni bouchačku, Beanie | Ira Sherak                          | Liz Suggs                         | 15. ledna 2021       |
| 24           | 4         | Steamland Confidential      | Steamland – Přísně tajné  | Crystal Chesney-Thompson a Ed Tadem | Bill Odenkirk                     | 15. ledna 2021       |
| 25           | 5         | Freak Out!                  | Panika, teď hned!         | Raymie Muzquiz                      | Josh Weinstein                    | 15. ledna 2021       |
| 26           | 6         | Last Splash                 | Poslední kapka            | Lauren MacMullan a Jeff Myers       | Deanna MacLellan a Michael Saikin | 15. ledna 2021       |
| 27           | 7         | Bad Moon Rising             | To nedopadne dobře        | Dwayne Carey-Hill                   | Liz Elverenli                     | 15. ledna 2021       |
| 28           | 8         | Hey, Pig Spender            | Kasička                   | Brian Sheesley                      | Abe Groening                      | 15. ledna 2021       |
| 29           | 9         | The Madness of King Zøg     | Šílenství krále Zoga      | Edmund Fong                         | Patric M. Verrone                 | 15. ledna 2021       |
| 30           | 10        | Bean Falls Down             | Bean a její pád           | Ira Sherak                          | Jameel Saleem                     | 15. ledna 2021       |

## Produkce
Autorem seriálu je Matt Groening (tvůrce seriálů Simpsonovi a Futurama) a Rozčarování nese jeho originální styl animace. Seriál je animován studiem Rough Draft Studios, které pracovalo i na Futuramě. 22. května 2018 Matt Groening zveřejnil na sociální síti Reddit tři teaser obrázky. Den poté bylo stanoveno datum premiéry seriálu na 17. srpna 2018, kdy vyšlo prvních deset dílů první řady. Rapper Briggs je autorem scénáře patnáctého dílu první série. John DiMaggio (dabér Bendera a Zøga) seriál popsal jako „potomka Simpsonových a Hry o trůny“. Od druhé části první série je na Netflixu seriál v češtině, první část byla do češtiny přeložena zpětně.